# 水质硬度
水质硬度指水中所含钙和镁的总量，也称水的总硬度，分为碳酸盐硬度和非碳酸盐硬度两种。碳酸盐硬度经过煮沸会降低，被称为暂时硬度；硫酸盐或氯化物形成的硬度无法用煮沸方式去除，被称为永久硬度。

## 计量单位
硬度的单位用浓度来表示。硬度=（含钙量mg/L*2.5 + 含镁量mg/L*4.1）
| 软硬度       | mg-CaCO3/L | mmol/L    |
| ------------ | ---------- | --------- |
| 软水         | 0~60       | 0~0.60    |
| 中等程度软水 | 60~120     | 0.61~1.20 |
| 硬水         | 120~180    | 1.21~1.80 |
| 超硬水       | >180       | >1.80     |

## 影响
世界卫生组织表示，“似乎没有任何令人信服的证据表明水硬度对人类造成不良健康影响”。有研究表明，家庭中的婴儿早期的湿疹可能与高硬度的水有关。
用硬水洗衣服时，不仅浪费肥皂、不容易洗干净，还会使纤维变脆、易断。这是因为硬水里的钙离子、镁离子与肥皂中的硬脂酸钠反应，生成难溶于水的硬脂酸钙和硬脂酸镁。